# Сольес-Пон (кантон)
Сольес-Пон (фр. Solliès-Pont) — кантон во Франции, в регионе Прованс — Альпы — Лазурный Берег (департамент — Вар, округ — Тулон).

## Состав кантона
По данным INSEE, в 2012 году площадь кантона — 134,14 км², включает в себя 6 коммун, население — 41 008  человек, плотность населения — 305,7 чел/км².
| Коммуна     | Французское название | Площадь, км² | Население, чел. (2012) |
| ----------- | -------------------- | ------------ | ---------------------- |
| Бельжантье  | Belgentier           | 13,38        | 2 421                  |
| Кюэр        | Cuers                | 50,53        | 10 452                 |
| Ла-Фарлед   | La Farlède           | 8,31         | 8 682                  |
| Сольес-Виль | Solliès-Ville        | 14,10        | 2 454                  |
| Сольес-Пон  | Solliès-Pont         | 17,73        | 11 624                 |
| Сольес-Тука | Solliès-Toucas       | 30,09        | 5 375                  |

В 2010 году в состав кантона входило 5 коммун, численность населения составляла 29 413 человек, в 2012 году — 30 556 человек.
| Коммуна     | Французское название | Площадь, км² | Население, чел. (2012) |
| ----------- | -------------------- | ------------ | ---------------------- |
| Бельжантье  | Belgentier           | 13,38        | 2 421                  |
| Ла-Фарлед   | La Farlède           | 8,31         | 8 682                  |
| Сольес-Виль | Solliès-Ville        | 14,10        | 2 454                  |
| Сольес-Пон  | Solliès-Pont         | 17,73        | 11 624                 |
| Сольес-Тука | Solliès-Toucas       | 30,09        | 5 375                  |